# Annibal de Coconas
Annibal ou Hannibal, comte de Coconas (en italien : Annibale Radicati), gentilhomme d'origine piémontaise, né à Suse (Italie) vers 1535 et mort à Paris en 1574, était un des favoris du duc d'Alençon, François de France.

## Biographie
Il se signala par sa cruauté lors du massacre de la Saint-Barthélemy, puis entra, avec Joseph Boniface de La Môle, dans le parti des Malcontents et participa à la conjuration des Malcontents (ou complot dit de Vincennes), impliquant Henri de Navarre et le duc d'Alençon, qui avait pour but de placer ce dernier sur le trône après la mort de Charles IX, au détriment d'Henri III.
 Arrêté le 10 avril 1574 et soumis à la question, il est exécuté avec  La Môle en place de Grève le 30 avril, malgré la demande de leur grâce par le duc d'Alençon et Marguerite de Navarre auprès de Charles IX, qui mourut peu après.
On raconte aussi que son corps fut enseveli par Marguerite de Valois et la duchesse de Nevers dans l'actuelle rue Yvonne-Le-Tac.

## Sources
- Le Laboureur, Additions aux Mémoires de Castelnau, 1659, t.III
- Henri Martin, Histoire de France, depuis les temps les plus reculés jusqu'en 1789, éd. Furné, Paris, 1857, p. 376–378
- Voltaire, La Henriade, chant II, note 85

## Littérature
- Alexandre Dumas s'est inspiré de la vie de ce personnage dans le roman La Reine Margot.